# Mario González (futbolista nacido en 1996)
Mario González Gutiérrez (Villarcayo de Merindad de Castilla la Vieja, 25 de febrero de 1996) es un futbolista español que juega de delantero en el Burgos C. F. de la Segunda División de España.

## Trayectoria
Fichó en 2012 por el Villarreal Club de Fútbol jugando en su equipo juvenil. En 2014 pasó a formar parte del Villarreal Club de Fútbol "C" con el que debutó el 30 de agosto de 2014 en un partido contra el Club Deportivo Castellón en Tercera División.
Mario marcó su primer gol como sénior el 5 de octubre de 2014 en la victoria de su club por 4-0 contra el Fútbol Club Jove Español. Dos meses después logró un doblete frente al Orihuela C. F.
El 29 de noviembre de 2015 logró el primer triplete de su carrera. Lo hizo frente al C. D. Acero.
Con el primer equipo debutó el 17 de agosto de 2016 sustituyendo a Rafael Borré en la derrota por 1-2 del Villarreal frente al A. S. Mónaco en la previa de la Liga de Campeones de la UEFA 2016-17. En Primera División debutó el 20 de agosto de 2016 sustituyendo a Alexandre Pato frente al Granada Club de Fútbol.
En el verano de 2019 fichó por el Clermont Foot Auvergne, equipo de la Ligue 2. Tras 20 partidos y 4 goles en Clermont, regresó al Villarreal Club de Fútbol en el verano de 2020, que lo cedió al C. D. Tondela. Tras ese año en Portugal, permaneció en el país tras desvincularse del submarino amarillo y firmar por cuatro temporadas con el S. C. Braga.
El 31 de enero de 2022 se confirmó su regreso al fútbol español después de que el C. D. Tenerife anunciara su llegada como cedido hasta el final de temporada. Estuvieron cerca de lograr el ascenso a la Primera División antes de irse en el mes de agosto a Bélgica para jugar en el Oud-Heverlee Leuven. Después de esta segunda cesión fue traspasado a Los Angeles F. C. estadounidense.
Después de seis meses en Los Angeles, en enero de 2024 volvió nuevamente a España para jugar a préstamo en el Real Sporting de Gijón. Allí completó la temporada y la siguiente regresó a Portugal al ser cedido al F. C. Famalicão. La cesión se canceló a mitad de campaña y en febrero recaló en el Lech Poznań para completarla.
El 13 de agosto de 2025 volvió al Burgos C. F., equipo en el que se formó, para la temporada 2025-26.

## Estadísticas
Actualizado al último partido disputado el 24 de mayo de 2025.
| Club                             | Div.          | Temporada     | Liga  | Liga  | Copas nacionales | Copas nacionales | Copas internacionales | Copas internacionales | Total | Total |
| Club                             | Div.          | Temporada     | Part. | Goles | Part.            | Goles            | Part.                 | Goles                 | Part. | Goles |
| -------------------------------- | ------------- | ------------- | ----- | ----- | ---------------- | ---------------- | --------------------- | --------------------- | ----- | ----- |
| Villarreal C. F. "C" · España    | 3.ª           | 2013-14       | 5     | 1     | —                | —                | —                     | —                     | 5     | 1     |
| Villarreal C. F. "C" · España    | 3.ª           | 2014-15       | 24    | 9     | —                | —                | —                     | —                     | 24    | 9     |
| Villarreal C. F. "C" · España    | 3.ª           | 2015-16       | 29    | 15    | —                | —                | —                     | —                     | 29    | 15    |
| Villarreal C. F. "C" · España    | Total club    | Total club    | 58    | 25    | 0                | 0                | 0                     | 0                     | 58    | 25    |
| Villarreal C. F. "B" · España    | 2.ª B         | 2015-16       | 10    | 0     | —                | —                | —                     | —                     | 10    | 0     |
| Villarreal C. F. "B" · España    | 2.ª B         | 2016-17       | 32    | 5     | —                | —                | —                     | —                     | 32    | 5     |
| Villarreal C. F. · España        | 1.ª           | 2016-17       | 2     | 0     | 0                | 0                | 1                     | 0                     | 3     | 0     |
| Villarreal C. F. · España        | 1.ª           | 2017-18       | 2     | 0     | 0                | 0                | 1                     | 0                     | 3     | 0     |
| Villarreal C. F. · España        | Total club    | Total club    | 4     | 0     | 0                | 0                | 2                     | 0                     | 6     | 0     |
| Villarreal C. F. "B" · España    | 2.ª B         | 2017-18       | 28    | 4     | —                | —                | —                     | —                     | 28    | 4     |
| Villarreal C. F. "B" · España    | 2.ª B         | 2018-19       | 24    | 8     | —                | —                | —                     | —                     | 24    | 8     |
| Villarreal C. F. "B" · España    | Total club    | Total club    | 94    | 17    | 0                | 0                | 0                     | 0                     | 94    | 17    |
| Clermont Foot Francia            | 2.ª           | 2019-20       | 18    | 3     | 3                | 1                | —                     | —                     | 21    | 4     |
| Clermont Foot Francia            | Total club    | Total club    | 18    | 3     | 3                | 1                | 0                     | 0                     | 21    | 4     |
| C. D. Tondela Portugal           | 1.ª           | 2020-21       | 27    | 15    | 1                | 0                | —                     | —                     | 28    | 15    |
| C. D. Tondela Portugal           | Total club    | Total club    | 27    | 15    | 1                | 0                | 0                     | 0                     | 28    | 15    |
| S. C. Braga Portugal             | 1.ª           | 2021-22       | 14    | 2     | 5                | 1                | 6                     | 1                     | 25    | 4     |
| S. C. Braga Portugal             | Total club    | Total club    | 14    | 2     | 5                | 1                | 6                     | 1                     | 25    | 4     |
| C. D. Tenerife · España          | 2.ª           | 2021-22       | 20    | 6     | —                | —                | —                     | —                     | 20    | 6     |
| C. D. Tenerife · España          | Total club    | Total club    | 20    | 6     | 0                | 0                | 0                     | 0                     | 20    | 6     |
| Oud-Heverlee Leuven · Bélgica    | 1.ª           | 2022-23       | 22    | 13    | 2                | 2                | ―                     | ―                     | 24    | 15    |
| Oud-Heverlee Leuven · Bélgica    | Total club    | Total club    | 22    | 13    | 2                | 2                | 0                     | 0                     | 24    | 15    |
| Los Angeles F. C. Estados Unidos | 1.ª           | 2023          | 11    | 1     | ―                | ―                | 1                     | 0                     | 12    | 1     |
| Los Angeles F. C. Estados Unidos | Total club    | Total club    | 11    | 1     | 0                | 0                | 1                     | 0                     | 12    | 1     |
| Real Sporting de Gijón · España  | 2.ª           | 2023-24       | 20    | 2     | ―                | ―                | ―                     | ―                     | 20    | 2     |
| Real Sporting de Gijón · España  | Total club    | Total club    | 20    | 2     | 0                | 0                | 0                     | 0                     | 20    | 2     |
| F. C. Famalicão Portugal         | 1.ª           | 2024-25       | 16    | 2     | 2                | 0                | ―                     | ―                     | 18    | 2     |
| F. C. Famalicão Portugal         | Total club    | Total club    | 16    | 2     | 2                | 0                | 0                     | 0                     | 18    | 2     |
| Lech Poznań · Polonia            | 1.ª           | 2024-25       | 6     | 1     | ―                | ―                | ―                     | ―                     | 6     | 1     |
| Lech Poznań · Polonia            | Total club    | Total club    | 6     | 1     | 0                | 0                | 0                     | 0                     | 6     | 1     |
| Burgos C. F. · España            | 2.ª           | 2025-26       | 0     | 0     | 0                | 0                | ―                     | ―                     | 0     | 0     |
| Burgos C. F. · España            | Total club    | Total club    | 0     | 0     | 0                | 0                | 0                     | 0                     | 0     | 0     |
| Total carrera                    | Total carrera | Total carrera | 310   | 87    | 13               | 4                | 9                     | 1                     | 332   | 92    |
| 1. 2.                            |               |               |       |       |                  |                  |                       |                       |       |       |

## Palmarés

### Títulos nacionales
| Título      | Club        | País    | Año  |
| ----------- | ----------- | ------- | ---- |
| Ekstraklasa | Lech Poznań | Polonia | 2025 |